# Guerra di Bloody Valentine
La guerra di Bloody Valentine è un conflitto militare ambientato nell'universo Cosmic Era della metaserie anime di Gundam.
La guerra di Bloody Valentine è un conflitto militare tra l'Alleanza Terrestre, un'alleanza delle maggiori superpotenze terrestri, ZAFT, una nazione di colonie spaziali localizzate nel punto di Lagrange L5, e l'Alleanza delle tre navi, un'alleanza di fazioni moderate terrestri e di ZAFT.

## Introduzione
Come negli altri universi di Gundam, nell'Era Cosmica l'umanità si è espansa nello spazio e ha costruito enormi colonie spaziali. Il conflitto esplode per motivi apparentemente razziali, tra i Coordinatori, che vivono principalmente nello spazio, e i Naturali sulla Terra, ma come sempre i veri motivi dietro la guerra sono di natura economica.

## Sviluppo dei primi Mobile Suit
Pesanti unità spaziali da combattimento chiamate "Mobile Armor" erano in uso dalla Federazione Atlantica già dai primi anni CE 50, ma soffrivano di pesanti limitazioni. Le loro ridotte dimensioni ne facevano degli obiettivi difficili da colpire, ma ne limitavano l'armatura. Una macchina più grossa, teorizzavano nei laboratori su PLANT, sarebbe migliore di un Mobile Armor ad un costo comparabile, e potrebbe essere più corazzata. Per dare a queste nuove unità una maggiore versatilità, si scelse di dargli una forma umanoide, creando così delle implementazioni militari degli esoscheletri da lavoro che erano in uso sin dagli ultimi anni del calendario tradizionale. A causa della forma umanoide, vennero chiamati Mobile Suit, e il primo modello, il YMF-01A "Proto GINN", è stato costruito nel CE 65. Il primo modello da combattimento, il ZGMF-1017 GINN, uscì due anni dopo. Nel CE 69, il capitano Halberton della Federazione Atlantica pubblica uno studio, "L'efficacia in combattimento dei mobile suit", che sprona l'Alleanza Terrestre a iniziare lo sviluppo di mobile suit, la serie GAT-X. Dopo un breve periodo di sviluppo, nel maggio del CE 71 l'Alleanza Terrestre inizia a produrre in serie il GAT-01 Strike Dagger.
In gennaio del CE 71 prendono luce i primi prototipi da combattimento (i "Gundam", come li chiama subito dopo il pilota Kira Yamato): l'unità base GAT-X102 Duel, l'unità pesante AT-X103 Buster, l'unita da infiltrazione GAT-X207 Blitz, l'unità di comando GAT-X303 Aegis e il più noto di tutti, il modello multi-modo GAT-X105 Strike. Lo Strike combinava gli aspetti degli altri modelli tramite dei sistemi di armamento sostituibili, chiamati Strike Pack. Molti altri Pack aggiuntivi vengono costruiti durante la guerra, vedere Unità mobili della Cosmic Era per un elenco completo e note sullo sviluppo.

## Guerra di Bloody Valentine

### Tragedia di Copernicus (5 febbraio, CE 70) / Dichiarazione di guerra (11 febbraio)
La guerra viene dichiarata dall'Alleanza Terrestre l'11 febbraio dell'anno CE 70, dopo che il 5 febbraio un attacco terrorista durante una conferenza di pace sulla Luna spazza via la leadership delle Nazioni Unite.

### Incidente di Bloody Valentine (14 febbraio)
Tre giorni dopo, il 14 febbraio, l'Alleanza Terrestre attacca e distrugge con missili nucleari la colonia PLANT Junius Seven, uccidendo 243.721 civili. Per via della data, il giorno di San Valentino, il fatto passa alla storia come "incidente di Bloody Valentine", e apre le ostilità tra l'Alleanza e ZAFT.

### Battaglia di Yggdrasil (22 febbraio)
La prima importante battaglia del conflitto, combattuta nei pressi della stazione spaziale internazionale Yggdrasil. Dopo un mese di combattimenti la stazione viene distrutta.

### Operazione Uroboros – Crisi del pesce d'aprile (1º aprile)
In risposta all'attacco nucleare, ZAFT modifica la tecnologia N-Jammer, inizialmente pensata per essere usata sulla Terra, come contromisura agli attacchi nucleari nello spazio. A causa di questo l'operazione Uroboros inizia in ritardo, e cioè il primo aprile, quando le unità N-Jammer vengono lanciate sulla Terra.
Le unità N-Jammer rendono inutilizzabili la maggior parte delle centrali nucleari terrestri, provocando una crisi energetica, la "Crisi del pesce d'aprile", e una conseguente depressione economica.
La seconda fase dell'operazione Uroboros è l'effettivo sbarco sulla superficie della Terra, che porta sotto il controllo di ZAFT la maggior parte del territorio africano, tutta l'Australia e molte regioni asiatiche, compresi tre dei cinque spazioporti esistenti: Victoria (Africa), Gibilterra e Kaohsiung (Taiwan), lasciando all'Alleanza Terrestre lo spazioporto di Porta Panama (America Centrale) e lo spazioporto di Kaguya (isola Onogoro) nelle mani di Orb. (Il sesto spazioporto terrestre, la piattaforma mobile Giga-Float, della Junk Guild, era ancora in costruzione.)

### Battaglia di Carpentaria (2 aprile)
Uno dei primi sbarchi di ZAFT prende luogo nel territorio amico dell'Unione Oceanica. La flotta del Pacifico dell'Alleanza attacca, ma dopo due giorni la Battaglia di Carpentaria finisce a favore delle forze di ZAFT, che si insediano e costruiscono la base di Carpentaria, in Australia.

### Prima battaglia di Jachin Due (17 aprile)
Il 17 aprile CE 70 l'Alleanza Terrestre ordina alle proprie 5ª e 6ª flotta dalla luna l'attacco a PLANT. Le forze militari di ZAFT intercettano le flotte attaccanti vicino al satellite minerario Jachin Due. Dopo la vittoria di ZAFT, l'intero asteroide viene convertito in base militare.

### Battaglia del cratere di Endymion - Grimaldi Front (3 maggio – 2 giugno)
La Battaglia del cratere di Endymion ha luogo sulla luna, nel cratere omonimo. Fatto notevole della battaglia è la completa distruzione dello squadrone scelto di mobile armor TS-MA2mod.00 Moebius Zero, della OMNI Enforcer. L'unico superstite è il tenente LTJG Mu La Flaga, che riceve il nickname "Falco di Endymion" per i suoi meriti sul campo.

### Prima battaglia di Casablanca (25 maggio)
La flotta del Mediterraneo dell'Alleanza Terrestre combatte contro una flotta di navi sottomarine al largo di Casablanca, in Africa. Dopo la vittoria, le forze di ZAFT penetrano nel Mediterraneo e avanzano nel territorio sudafricano.

### Battaglia di Suez (30 maggio)
La vittoria della Battaglia di Suez assicura a ZAFT il controllo dei territori del Mar Nero e dell'area di Suez.

### Battaglia di Nova (12-14 giugno)
Le forze di ZAFT attaccano con una serie di raid il satellite minerario Nova, dell'Alleanza Terrestre, al punto Lagrange L4. Dopo un mese di battaglie senza che nessuno dei due riesca a prevalere, l'Alleanza Terrestre abbandona il satellite.
Verso la fine dell'agosto CE 70, la situazione territoriale terrestre si stabilizza, con l'Africa del nord e l'Australia saldamente nelle mani di ZAFT, l'Africa subsahariana, l'Eurasia, l'Asia meridionale e le Americhe nelle mani dell'Alleanza, e la maggior parte dell'Oceania neutrale.

### Battaglia di Kaohsiung (15-23 gennaio, CE 71)
Le forze di ZAFT attaccano e conquistano lo spazioporto di Kaoshiung, a Taiwan.

### Battaglia di Heliopolis (25 gennaio)
Per porre termine al progetto di sviluppo di mobile suit dell'Alleanza Terrestre, ZAFT progetta di catturare i prototipi segretamente sviluppati nella colonia neutrale di Heliopolis di Orb, e di distruggere la loro portaerei prototipo Archangel.
Anche se ZAFT riesce a catturare quattro unità, la quinta, il GAT-X105 Strike, viene attivata in tempo per contrattaccare. Nella battaglia risultante le forze di ZAFT distruggono completamente l'intera colonia, ed è la prima di una serie di battaglie tra la nave Archangel e la squadra di Rau Le Creuset di ZAFT.

### Battaglia di Artemis (27-30 gennaio)
La nave Archangel, inseguita dalla squadra di Creuset, attracca alla base alleata della Federazione Eurasiatica, Artemis, ma viene catturata. In seguito alla battaglia iniziata dalle forze inseguitrici, l'Archangel riesce a sfuggire ad entrambi.

### Battaglia in orbita (13 febbraio)
Dopo un lungo inseguimento l'Archangel riceve in rinforzo l'ottava flotta spaziale dell'Alleanza Terrestre, e riceve gli ordini di consegnare il GAT-X105 Strike al quartier generale dell'alleanza, JOSH-A in Alaska. La squadra di Crueset attacca durante il rientro atmosferico, ma l'ammiraglio Lewis Halberton della flotta di supporto ordina di difendere la nave a tutti i costi. L'Archangel completa il rientro atmosferico, ma le unità rubate a Heliopolis e le navi di classe Nazca e Laurasia di ZAFT hanno la meglio sulle forze dell'Alleanza, e l'ottava flotta viene annientata.
Nella battaglia perdono la vita anche diverse centinaia di civili di Orb, profughi di Heliopolis.

### Seconda battaglia di Victoria (13 febbraio)
In questa battaglia ZAFT riconquista lo spazioporto di Victoria nell'America Centrale.

### Desert Dawn (February 15-28)
Al rientro sulla Terra, l'Archangel si trova in territorio ZAFT, nell'Africa sahariana. Qui collabora con il movimento di resistenza Desert Dawn (Alba del Deserto), contro le forze ZAFT guidate da Andrew Waltfeld, fino alla fine di febbraio, quando Waltfield viene sconfitto.
Gravemente danneggiata, Archangel arriva infine a Orb all'inizio di aprile. Le riparazioni durano qualche settimana e la nave riparte per JOSH-A (Joint Operational Supreme Headquarters - Alaska) a metà aprile.

### Battaglia vicino a Orb e alle Isole Marshall (metà aprile)
Verso metà aprile le unità prototipo Blitz, Aegis, Strike e una delle unità FX-550 Skygrasper dell'Archangel vengono distrutte, e i piloti Tolle Koenig e Nicol Amarfi uccisi in battaglia. Il pilota dello Strike, Kira Yamato, è dato per disperso e presunto morto, mentre l'unità Buster con il suo pilota Dearka Elsman viene ricatturata dalle forze dell'Archangel.

### Battaglia di JOSH-A - Operazione Spitbreak (8 maggio)
La Battaglia di JOSH-A, chiamata anche operazione Spitbreak, è il piano di ZAFT per conquistare JOSH-A, il quartier generale della Federazione Atlantica. Non soltanto l'operazione fallisce miseramente, ma si risolve in un massacro di proporzioni devastanti.
Grazie al tradimento di Rau Le Creuset, Blue Cosmos viene a sapere dell'attacco di ZAFT e prepara una trappola sia per le forze di ZAFT che per la Federazione Eurasiatica. La base era occupata principalmente da forze militari eurasiatiche e il rimanente personale della Federazione Atlantica venne silenziosamente trasferito altrove. Durante l'attacco, dapprima le forze di ZAFT vengono attirate nelle vicinanze della base, poi viene detonato il Cyclops System, il sistema di auto-distruzione della base. L'esplosione annienta la base con tutto il suo personale e spazza via la gran parte delle forze di ZAFT.
La sconfitta delle forze di ZAFT è un'importante vittoria per la Federazione Atlantica, ma lo sono anche le perdite subite dalla Federazione Eurasiatica, e Blue Cosmos ottiene di fatto il controllo dell'intera Alleanza Terrestre.

### Battaglia di Porta Panama (25 maggio)
Qualche giorno dopo ZAFT attacca massicciamente la base di Porta Panama, con l'ultimo degli spazioporti terrestri sotto il controllo dell'Alleanza Terrestre. Anche se l'Alleanza impegna sul campo i nuovi modelli prodotti in serie, i GAT-01 Strike Dagger, ZAFT attacca con l'arma EMP "Gungnir", spazzando via le forze terrestri e distruggendo il mass driver (la rampa di lancio). Le forze spaziali dell'Alleanza Terrestre si trovano così tagliate fuori da qualsiasi rifornimento dalla Terra.

### Battaglia di Orb (15-16 giugno)
Dopo la distruzione del mass driver di Porta Panama, la Federazione Atlantica si trova senza accessi allo spazio, e prende di mira lo spazioporto Kaguja, della nazione neutrale di Orb. Quando il presidente di Orb, Usumi Nara Athha, nega alla Federazione l'accesso al mass driver, le forze dell'Alleanza attaccano. Orb mette in campo le proprie forze, e l'Archangel dà il proprio contributo. Le forze federali però superano in numero quelle in difesa e presto la base cade nelle mani dell'Alleanza. Athha fa evacuare le forze militari rimanenti nello spazio, a bordo della nave Kusanagi, di classe Izumo, e fa poi distruggere il mass driver morendo nell'esplosione. Le forze dell'Alleanza occupano Orb.

### Terza battaglia di Victoria (18 luglio)
Nonostante la strenua difesa da parte delle forze di ZAFT, l'Alleanza riesce a riconquistare lo spazioporto di Victoria grazie anche all'impiego massiccio dei nuovi Strike Dagger e altre unità prototipi.

### Battaglia di Mendel (July 12)
Dopo la fuga da Orb, la Kusanagi e la Archangel di riuniscono con la Eternal nei pressi della colonia abbandonata Mendel, effettivamente fondando l'Alleanza delle tre navi. Le forze dell'Alleanza Terrestre attaccano, ma vengono velocemente allontanate grazie all'impiego delle nuove unità Freedom e Justice.

### Battaglia di Boaz – Operatione Peacemaker (23 settembre)
Dopo aver ottenuto in ottobre la tecnologia N-Jammer Canceller, l'Alleanza Terrestre lancia l'operazione Peacemaker (operazione Pacificatore), tentando di distruggere completamente le colonie PLANT con missili nucleari. L'operazione inizia con l'attacco nucleare contro l'asteroide Boaz, fortezza spaziale di ZAFT. 

### Seconda battaglia di Jachin Due (26-27 settembre)
La seconda battaglia di Jachin Due è sia l'apice dell'operazione Pacemaker che la battaglia decisiva della guerra di Bloody Valentine.
Come l'Alleanza Terrestre procede ad attaccare PLANT con missili nucleari, così anche ZAFT ultima la superarma GENESIS. Entrambe le fazioni sono pronte a commettere genocidio a spese della fazione opposta: distruggere le colonie è l'obbiettivo primario di Blue Cosmos, così come è intenzione di Patrick Zala di far fuoco con GENESIS non solo contro gli obbiettivi militari sulla Luna, ma soprattutto direttamente contro la superficie terrestre, causando un inverno nucleare. Come se non bastasse, Rau Le Creuset sabota segretamente Jachin Due (l'asteroide militare che controlla GENESIS) in modo che esploda dopo aver sparato, nella sua logica distorta di voler far perire tutti, sia i Coordinatori che i Naturali, in una delirante vendetta personale.
Tra le due fazioni sta l'Alleanza delle tre navi, che intende evitare qualsiasi attacco a popolazioni civili, e di far cessare le ostilità se possibile.
Dapprima Justice e Freedom intercettano tutti i missili nucleari diretti verso le colonie, e nessuna colonia viene danneggiata. GENESIS riesce a sparare due volte, dapprima contro la flotta dell'Alleanza Terrestre, decimandola, e poi sulla base Ptolemaeus sulla luna, vaporizzandola. Prima che GENESIS riesca a sparare verso la terra, Athrun Zala fa esplodere al suo interno la propria unità Justice (dotata di motore nucleare), distruggendola.
La flotta dell'Alleanza Terrestre, dopo esser stata devastata da GENESIS, perde anche il proprio leader di Blue Cosmos, Murata Azrael, quando la nave ammiraglia Dominion viene distrutta dalla sua gemella Archangel. La ritirata è oramai inevitabile.
La flotta di ZAFT sofre molti meno danni, anche se ZAFT perde sia il GENESIS che la principale base militare, Jachin Due. Il presidente Patrick Zala viene ucciso da un soldato di ZAFT e la sua fazione viene deposta dalle forze della Fazione Clyne, che poi pone immediatamente fine alle ostilità.

## Trattato di Junius
All'inizio dell'anno CE 72, l'arsenale nucleare dell'Alleanza Terrestre è distrutto, come anche la superarma GENESIS di ZAFT. Ma soprattutto, i principali istigatori della guerra di genocidio, il leader di Blue Cosmos Murata Azrael, e il comandante in capo di ZAFT Patrick Zala, sono entrambi morti. le fazioni moderate e pacifiste di entrambe le parti sono al controllo, e il 10 marzo CE 72, i loro rappresentanti si incontrano sulle rovine di Junius Seven e firmano il trattato di pace, ponendo fine alla guerra di Bloody Valentine.
Il trattato di Junius esplicitamente fissa i seguenti punti:
- il territorio di Orb, occupato dalle forze dell'Alleanza con la battaglia di Orb, viene ritornato al completo controllo di Orb
- a Orb è proibito qualsiasi scambio di tecnologie militari sia con l'Alleanza che con ZAFT
- l'uso militare delle tecnologie nucleari N-Jammer e N-Jammer Canceller, e la tecnologia di occultamento Mirage Colloiod, è proibito

Un monumento di marmo nero viene posto sulle rovine di Junius Seven il 10 marzo, sia per onorare le vittime dell'Incidente di Junius Seven, sia come impegno delle parti a onorare il trattato e proteggere la pace.
Le centrali nucleari terrestri vengono equipaggiate con unità N-Jammer Canceller per ripristinarne l'operatività e porre fine alla recessione economica terrestre. Inizia il lungo e tedioso processo di scavare fuori e disabilitare tutte le unità N-Jammer sparate sulla superficie terrestre.

## Conseguenze
Il limite principale del trattato di Junius si è rivelato essere il fallimento nello smantellare Blue Cosmos.
Soli due anni dopo la fine della guerra, nel CE 73, Blue Cosmos ha già ricostruito la propria rete di potere in seno all'Alleanza Atlantica, e si è riorganizzato sotto la guida di Lord Djibril. Come in precedenza, Blue Cosmos ha una pesante influenza sull'élite politica terrestre, e continua a essere fortemente motivato dall'odio razziale verso i Coordinatori.
L'incidente all'Armeria Uno e subito dopo la caduta di Junius Seven, nota come operazione Break the World (operazione Rompi il Mondo), portano nuovamente al conflitto aperto tra l'Alleanza Terrestre e ZAFT, iniziando così la Seconda guerra di Bloody Valentine.
Alla fin fine, il trattato di Junius fallisce in tutti i suoi obbiettivi. Entrambe le fazioni continuano in segreto le loro ricerche su armi nucleari e tecnologie di occultamento, e l'Alleanza Terrestre le usa nuovamente già dal primo giorno della seconda guerra. Inoltre Orb si allea con l'Alleanza terrestre già dalle prime fasi della seconda guerra, rendendo sia l'indipendenza territoriale che il veto allo scambio tecnologico irrilevanti.